# マスカットナイト・フィーバー!!!
『マスカットナイト・フィーバー!!!』は、テレビ東京系列ほかで2017年4月6日から9月28日まで放送された深夜バラエティ番組である。略称は「マスナイフィーバー」。

## 番組概要
2015年10月から2017年3月まで放送されていた恵比寿★マスカッツの冠番組『マスカットナイト』をリニューアルした番組である。
『おねがい!マスカット』『おねだり!!マスカット』『ちょいとマスカット!』『おねだりマスカットDX!』『おねだりマスカットSP!』『マスカットナイト』に続く「マスカット」シリーズの第7弾。
リニューアルに伴い、衣装の変更（第8回まで）や週替わりでメンバー2名が司会を務めるなどいくつかの点が変更され、各メンバーが担当する番組コーナーやエンディングでは歌のコーナーが設けられた。
前述の通り、マスカッツのメンバーが週替わりで2人司会を担当するのだが、メンバーの内、神崎紗衣、辰巳シーナ、藤原亜紀乃は司会側の席には一度も座らなかった。
なお、長谷川るいは番組スタート時にはグループに在籍していたが、出演することなく6月28日付で卒業した。
2017年9月28日（27日深夜）をもって終了。後番組は『恵比寿マスカッツ横丁!』。

## 出演者
MC
- おぎやはぎ（小木博明、矢作兼）
- 大久保佳代子（オアシズ）

サブMC
- 阿佐ヶ谷姉妹（渡辺江里子、木村美穂）

恵比寿★マスカッツ
| 名前         | 衣装の色 | キャッチフレーズ                                                                        | 備考 |
| ------------ | -------- | --------------------------------------------------------------------------------------- | --- |
| 明日花キララ | 赤       | 4代目ポンコツリーダー 成り上がりセレブ                                                  | 恵比寿★マスカッツ4代目リーダー                                                                          |
| 川上奈々美   | ネイビー | 副キャップ ゴシップモグラ                                                               | 副キャップ（2015年12月21日 - 2017年7月11日）                                                            |
| 葵つかさ     | ネイビー | 宇宙戦士                                                                                | |
| 石岡真衣     | ピンク   | 名古屋セクシーコーチン                                                                  | |
| 市川まさみ   | 赤       | 懺悔のハンドボーラ―                                                                     | |
| 羽咲みはる   | 黄色     | ぴょんぴょんワシントン ピョンピョンワシントン                                           | |
| 神咲詩織     | 赤       | ピアノ職人                                                                              | |
| 神崎紗衣     | 赤       | 平成のバケラッタ ナニワの成り上がり                                                     | |
| 黒沢美怜     | 黄色     | 激辛女王 子分 リーサルウエポン 喋ればスベる? よくスベる                                 | |
| 古川いおり   | 赤       | チーフ・コガワ                                                                          | |
| 小島みなみ   | ピンク   | 悪魔のエンジェルボイス マスカッツイチのアイドルボイス                                   | |
| 白石茉莉奈   | 水色     | まんじゅう大好き まんじゅう女将                                                         | |
| スーブー     | 赤       | 新衣装が腹立つ ブスのくせに闇営業? とにかくブスで踊る ブスと思っていないブス 踊れるブス | |
| 辰巳シーナ   | 黄色     | 占いが当たらない                                                                        | 名札が「普通の人らシーナ」表記                                                                          |
| 田森美咲     | 黄色     | 顔 曲がってない? 先週より曲げてきた どんぐり番長? どんぐり番長 顔フニャリ               | |
| ティア       | 黄色     | アメリカファースト                                                                      | |
| 夏目花実     | 黄色     | どんぐり番長? 元どんぐり番長 さすらいの元どんぐり番長 マスカッツイチの親思い            | |
| 藤原亜紀乃   | ピンク   | 芝居がデカい 服も顔もなんかダサい                                                       | |
| 松岡凛       | ネイビー | 子分 後ろ姿美人                                                                         | |
| 三上悠亜     | 水色     | バカ マスカッツイチのアイドルホームラン王 マスカッツイチのアイドル                      | 原則テロップの名前とキャッチフレーズが逆に表示される （名前が「バカ」、キャッチフレーズが「三上悠亜」） |
| 三田羽衣     | ネイビー | セレブ三田がみすぼらしくなった? 三田夫人 五月雨ヘアの三田夫人 セレブお嬢様 五月雨ヘアー | |
| 湊莉久       | 水色     | 室井 滋が止まらない                                                                     | |
| 桃乃木かな   | ピンク   | ミス森進一さん マスカッツイチのアイドルフェイス ミラクルエース                          | |
| 由愛可奈     | 黄色     | クレイジーチャップリン                                                                  | |
| 吉澤友貴     | ネイビー | ゲス中のゲス ゲス とにかく黒沢が気に入らない                                            | 名札・テロップ共に「吉澤ゲッスー友貴」表記                                                              |

過去の出演者
| 名前   | 衣装の色 | キャッチフレーズ | 備考                               |
| ------ | -------- | ---------------- | ---------------------------------- |
| 辻本杏 |          |                  | 初回のみ出演 2017年6月28日付で卒業 |

ゲスト
- MAX（LINA・NANA・MINA）（第10回）
- 仮面女子（桜のどか・神谷えりな・森カノン・川村虹花・猪狩ともか・立花あんな）（第15回）
- 青山めぐ・久松かおり（第21回、第24回）
- 齊藤夢愛・月城まゆ（第21回）
- 佐々木まゆ・山本成美（第24回）

## 放送リスト
※ 放送日はテレビ東京での放送日を指す。

## スタッフ
- 総合演出：マッコイ斎藤
- 構成：鈴木工務店、佐藤俊明
- ナレーター：富沢美智恵
- カメラ：秋山勇人（日本一のエロカメラマン）、小出豊、遠藤俊洋
- 音声：森田篤、加瀬悦史
- VE：高木稔、石井利幸
- 照明：前田貢伺
- 美術：楫野淳司、今長和宏、内山高太郎
- アクリル装飾：松本健
- 大道具：中本晃幸
- 衣装：里山拓斗
- サウンドプロデュース：Face 2 fAKE
- サウンドマネージメント：大羽知道
- 音楽プロデューサー：鰻蒲焼
- 振付け：振付稼業air:man
- メイク：本田弓子、一山あい子
- 編集：増田直人
- MA：坪井翔太、八嶋未菜、中村裕子
- 音効：石見知哉
- CG：アイヴリックスタジオ
- 協力：ニユーテレス、プログレッソ、THE TUBE、コスモ・スペース MIRA-ST、DAM第一興商
- デスク：武田敦子、栗田ひろ子
- ユニットマネージャー：山根愛美（山根のババア）、高橋慎吾
- 制作スタッフ：大村岳大、眞田貴啓、櫻井悠貴
- ディレクター：宮田綾子、白岩大輔
- 企画協力：井沼宏統
- プロデューサー：鈴木寿裕、内海ラービラー
- 制作協力：SHO-GUN
- 製作著作：EBlSU★MUSCATS PROJECT

## 放送局
| 放送対象地域 | 放送局                      | 系列           | 放送曜日・時間               | 放送開始日    | 備考       |
| ------------ | --------------------------- | -------------- | ---------------------------- | ------------- | ---------- |
| 関東広域圏   | テレビ東京                  | テレビ東京系列 | 木曜 2:35 - 3:05（水曜深夜） | 2017年4月6日  | 番組配信局 |
| 大阪府       | テレビ大阪                  | テレビ東京系列 | 木曜 2:35 - 3:05（水曜深夜） | 2017年4月6日  | 同時ネット |
| 滋賀県       | びわ湖放送                  | 独立局         | 金曜 1:15 - 1:45（木曜深夜） | 2017年4月28日 | 遅れネット |
| 静岡県       | 静岡放送                    | TBS系列        | 火曜 2:13 - 2:43（月曜深夜） | 2017年5月2日  | 遅れネット |
| 鹿児島県     | 鹿児島テレビ                | フジテレビ系列 | 金曜 2:35 - 3:05（木曜深夜） | 2017年5月5日  | 遅れネット |
| 北海道       | テレビ北海道                | テレビ東京系列 | 月曜 1:05 - 1:35（日曜深夜） | 2017年5月15日 | 遅れネット |
| 福島県       | テレビユー福島              | TBS系列        | 水曜 0:58 - 1:28（火曜深夜） | 2017年6月21日 | 遅れネット |
| 広島県       | 中国放送                    | TBS系列        | 木曜 1:30 - 2:00（水曜深夜） | 2017年7月27日 | 遅れネット |
| 石川県       | 北陸放送                    | TBS系列        | 金曜 1:30 - 2:00（木曜深夜） | 2017年8月4日  | 遅れネット |
| 全国         | V☆パラダイス （CS放送など） |                | 水曜 22:30 - 23:00           | 2017年4月26日 | 遅れネット |